# Steve Barber
Pour les articles homonymes, voir Barber.
Stephen David Barber (22 février 1938 à Takoma Park, Maryland, États-Unis – 4 février 2007) était un joueur des Ligues majeures de baseball. Il était lanceur gaucher et a évolué pour sept clubs différents en 15 saisons.

## Carrière
Barber joue 466 matchs en Ligue majeure de baseball pour les Orioles de Baltimore (1960-1967), Yankees de New York (1967-1968), Pilots de Seattle (1969), Cubs de Chicago (1970), Braves d'Atlanta (1970-1972), Angels de la Californie (1972-1973) et Giants de San Francisco (1974). En quinze saisons en ligue majeure, Barber compte 121 victoires pour 106 défaites avec 1 309 retraits sur des prises, 59 matchs complets, 21 blanchissages, 13 sauvetages et une moyenne de points mérités de 3,36 en 1 999 manches lancées.
Il représente les Orioles deux fois au match des étoiles du baseball majeur, en 1963 et 1966.
Il connaît une saison de 18 victoires comme lanceur partant pour Baltimore en 1961 en plus de mener les majeures avec 8 blanchissages. En 1963, il connaît une saison de 20 victoires.
Il est le 19e choix des Pilots de Seattle au repêchage d'expansion de 1968 et lança pour cette équipe à son unique année d'existence, en 1969.

### Match sans coup sûr
Avec les Orioles le 30 avril 1967, Steve Barber lance un match sans coup sûr combiné dans une défaite de 2-1 devant les Tigers de Detroit. Il s'agit d'une des rares fois de l'histoire où une équipe empêcha l'adversaire de frapper un seul coup sûr mais perdit quand même la partie. Barber œuvre 8 manches et deux tiers au monticule dans cette partie, le dernier tiers de manche étant lancé par son coéquipier Stu Miller. Barber est le lanceur perdant après que les Tigers marquent deux points grâce à trois buts sur balles, un amorti-sacrifice, un mauvais lancer de Barber et un optionnel productif.

## Décès
Barber s'éteint le 4 février 2007 à Henderson, Nevada, des suites d'une pneumonie. Il avait 67 ans.